# Хибер (Калифорнија)
Хибер (енгл. Heber) насељено је место без административног статуса у америчкој савезној држави Калифорнија.

## Демографија
По попису из 2010. године број становника је 4.275, што је 1.287 (43,1%) становника више него 2000. године.
| Група             | 2000.         | 2010.         |
| Белци             | 55 (1,8%)     | 62 (1,5%)     |
| Афроамериканци    | 19 (0,6%)     | 5 (0,1%)      |
| Азијати           | 8 (0,3%)      | 15 (0,4%)     |
| Хиспаноамериканци | 2.914 (97,5%) | 4.197 (98,2%) |
| Укупно            | 2.988         | 4.275         |